# Commewijne (dystrykt)
Commewijne – dystrykt w Surinamie, położony na prawym brzegu rzeki Surinam. Ośrodkiem administracyjnym dystryktu jest Nieuw Amsterdam. Powierzchnia dystryktu wynosi 2353 km², a liczba ludności 31 420 (2012).

## Okręgi
Commewijne podzielone jest na sześć okręgów (ressorten):
- Alkmaar
- Bakkie
- Margaretha
- Meerzorg
- Nieuw Amsterdam
- Tamanredjo